# Сеймский округ (Курск)
Се́ймский о́круг (до 1994 года назывался Промышленным районом) — административная единица города Курска. Глава администрации Сеймского округа города Курска - Борисов А. А. (с 2020).

## История
До 30-х годов XX века на территории округа находились разбросанные между лесами и болотами деревни Рышково, Ламоново, Богданово, Гуторово. Вся промышленность была представлена одной мельницей.
Организационное оформление округа началось с 20-го мая 1936 года, когда по постановлению Президиума ВЦИК в границах города Курска были образованы три района: Ленинский, Кировский и Дзержинский (частично включающий в себя современную территорию округа). 1 июля 1937 года Президиум Курского облисполкома принял решение «Об организации Сталинского районного совета и новом административном делении города на четыре района».
Законодательно создание нового района оформлено Указом Президиума Верховного Совета РСФСР от 19 сентября 1939 года. 17 августа 1956 года Указом Президиума Верховного Совета РСФСР упразднены Дзержинский и Сталинский районы, за счёт которых образован новый — Промышленный район.
С 1960 по 1962 год административного деления города Курска на районы не существовало.
Окончательно статус района был оформлен 26 июня 1962 года: были установлены его границы, существующие поныне.
Постановлением главы администрации г. Курска от 4 февраля 1994 года «О реорганизации общей схемы управления городом Курском» Промышленный район был преобразован в Сеймский округ.

## Границы округа
Сеймский округ занимает территорию площадью 67 км², включает 164 улицы, 2 площади, около тысячи многоэтажных домов, свыше 6,5 тыс. частных домовладений, 17  км² занимает рекреационно-парковая зона, включающая несколько лесных урочищ. Граница Сеймского округа с Железнодорожным проходит по реке Тускарь от улицы Малиновой вниз по течению до впадения её в реку Сейм, с Центральным округом — по улице Малиновой, логу Глинище до южной границы учебного хозяйства КГАУ, по этой границе — до дороги Курск — Моква, а затем по ней на запад до пересечения её с границей города. При этом к Центральному округу полностью относится нечётная сторона улицы Малиновой, а также часть улицы Энгельса (дома № 2—5 и 1—113а).

## Население
| 2000    | 2002     | 2004     | 2009     | 2016     | 2021     |
| ------- | -------- | -------- | -------- | -------- | -------- |
| 174 500 | ↘149 732 | ↘148 000 | ↗149 526 | ↗150 000 | ↘135 052 |

## Социальная структура
В Сеймском округе находятся 30 детских дошкольных и 20 общеобразовательных муниципальных учреждений, спортивные, музыкальные школы, шесть центров досуга, областной Дворец молодёжи. Медицинское обслуживание жителей округа осуществляет разветвлённая сеть учреждений здравоохранения.

## Промышленность
Здесь также размещено 37 промышленных предприятий, 9 транспортных и 33 строительных организации, а также около 3 тысяч предприятий различных форм собственности, из них более 800 — предприятия торговли, общественного питания и бытового обслуживания.